# اورمیتس
اورمیتس (به آلمانی: Urmitz) یک شهر در آلمان است که در ماین-کبلنتس واقع شده‌است. اورمیتس ۳٬۴۸۴ نفر جمعیت دارد.